# Пикеринг, Уильям (издатель)
Уильям Пикеринг (англ. William Pickering, 2 апреля 1796 — 27 апреля 1854) — английский издатель, первым в британском книгоиздании стал использовать тканевый переплет.

## Биография
До 1820 года Пикеринг работал продавцом антиквариата. Довольно скоро он занялся книгоизданием.
В 1819 он начал серию «Бриллиантовой классики» (Diamond Classics) — это были недорогие книжки маленького формата, набранные мелким кеглем, в тканом или кожаном переплете. Считается, что это были первые книги в тканевом переплете. Нововведение имело скорое и существенное влияние на книжную индустрию.
Пикеринг занимался не только переизданиями, но и печатал новые книги: с 1828 года он был издателем Сэмюэла Кольриджа; он же первым напечатал «Песни невинности и опыта» Уильяма Блейка в привычном виде. Пикеринг выпускал главным образом научные издания классиков (как античной, так и английской литературы), в том числе важные издания Блейка, Мальтуса, Босуэлла, Джонсона, Марло, Шекспира и Исаака Уолтона.
Появившиеся в начале XIX века романтические шрифты Бодони и Дидо, с их сильным контрастом штрихов и строгой геометрией, быстро вошли в моду и вскоре использовались повсеместно, в том числе и в Англии. Пикеринг, наряду с французом Луи Перреном, был одним из немногих издателей, противостоявшим романтизму в типографике.
В 1840-х Пикеринг заказал в словолитне Казлона старинный барочный шрифт по оригинальным рисункам Уильяма Казлона. В книгопечатне «Чизик-пресс», которой руководил в том время Чарльз Уиттингем II, Пикеринг заказал ксилографические украшения по французским и итальянским ренессансным образцам.
На издательской марке Пикеринга был изображен дельфин с якорем (издательская марка Альда Мануция) и девизом Aldi discip. anglus, то есть «Английское отделение [Дома] Альда».
После смерти Пикеринга дело перешло к его сыну, Бейзилу Монтагю Пикерингу; после смерти того, в 1878-м, издательство было приобретено «старым мистером Шато» (old mr Chatto), одним из основателей «Чатто и Виндус», и стало носить название «Пикеринг и Шато». Это название существует и сейчас — оно принадлежит специализированной книгоиздательской и книготорговой фирме.